# 太田站 (韓國)
太田站（：／ Taejeon yeok */?）是大邱地鐵3號線沿線的一座高架車站，位於韓國大邱廣域市北區太田洞。

## 車站結構
站體為2面2線側式月台的高架車站，候車月台設有半高式月台門，僅有1處出口。

### 月台配置
| 鳩岩 ↑ |
| \| 上  |
| ↓ 梅川 |

| 月台 | 路線               | 目的地                           |
| ---- | ------------------ | -------------------------------- |
| 上行 | ●大邱都市鐵道3號線 | 鳩岩、漆谷雲岩、漆谷慶大醫院方向 |
| 下行 | ●大邱都市鐵道3號線 | 梅川、西門市場、龍池方向         |

## 歷史
- 2015年4月23日：開通使用。

## 車站周邊
- 松林運動中心
- 太田治安中心
- 太田中央市場
- 大邱國土管理事務所
- 太田2洞居民中心
- 大邱太岩初等學校
- 天主教大邱總教區太田教堂

## 圖片

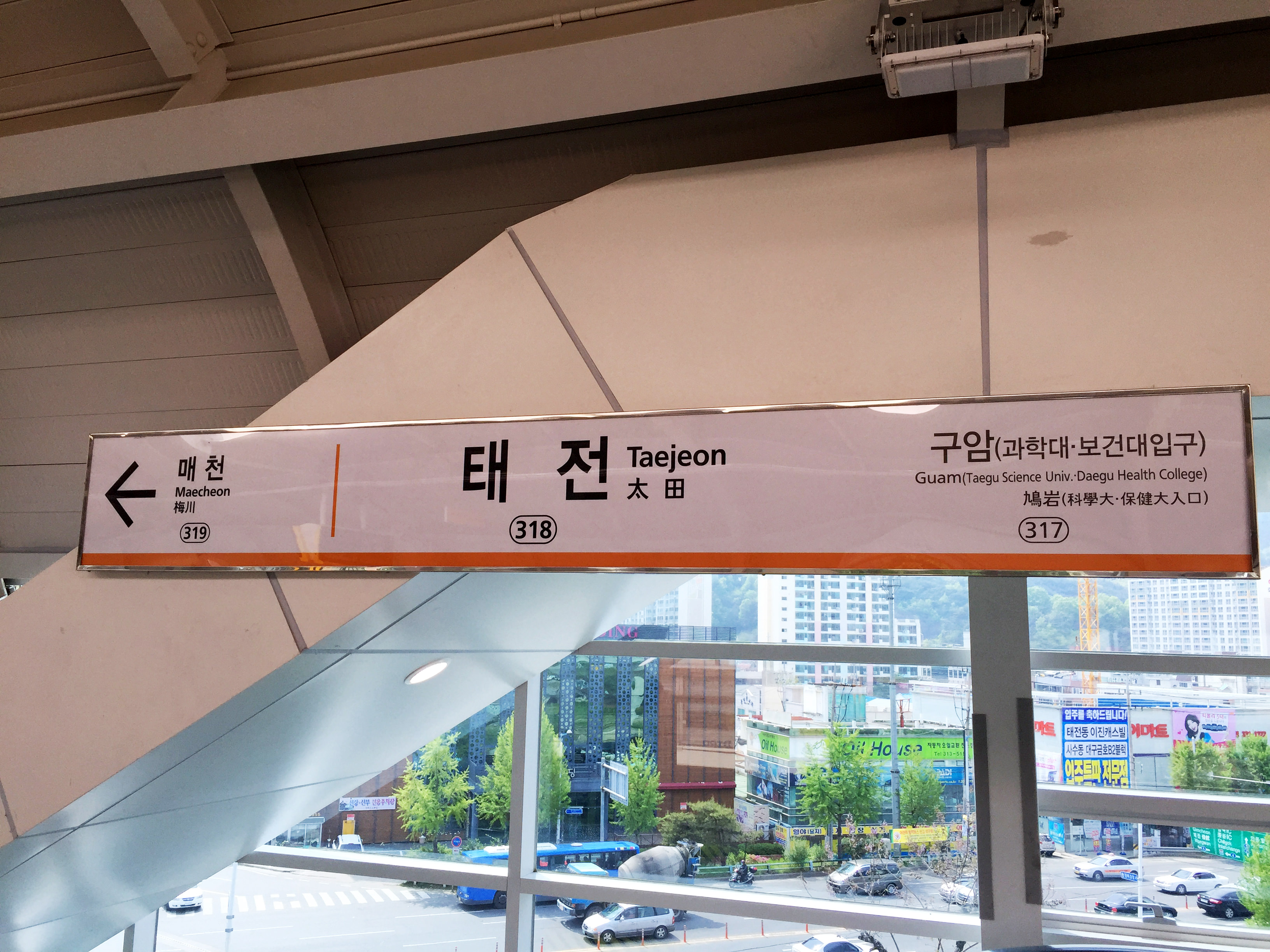
站名牌
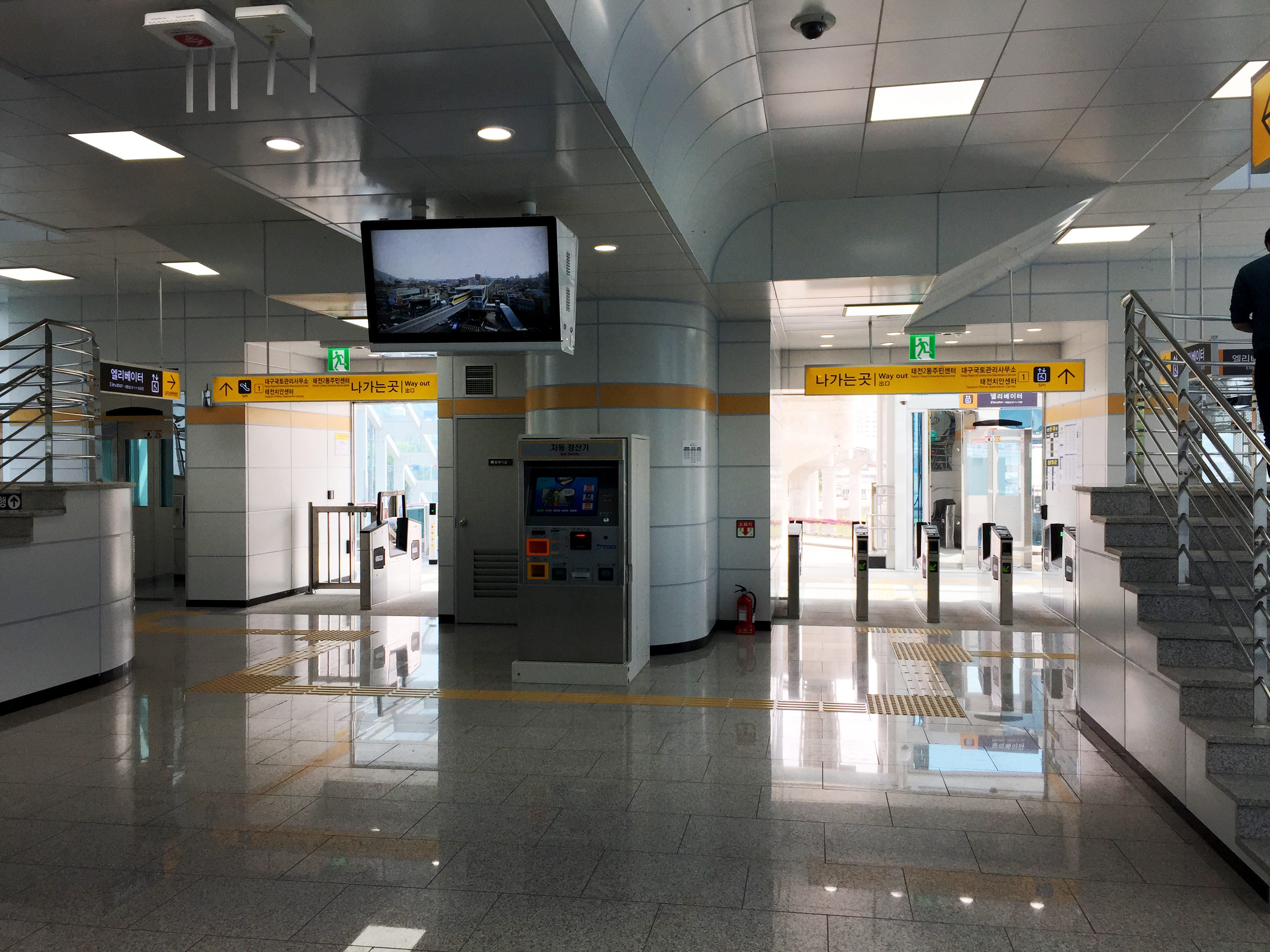
車站大廳
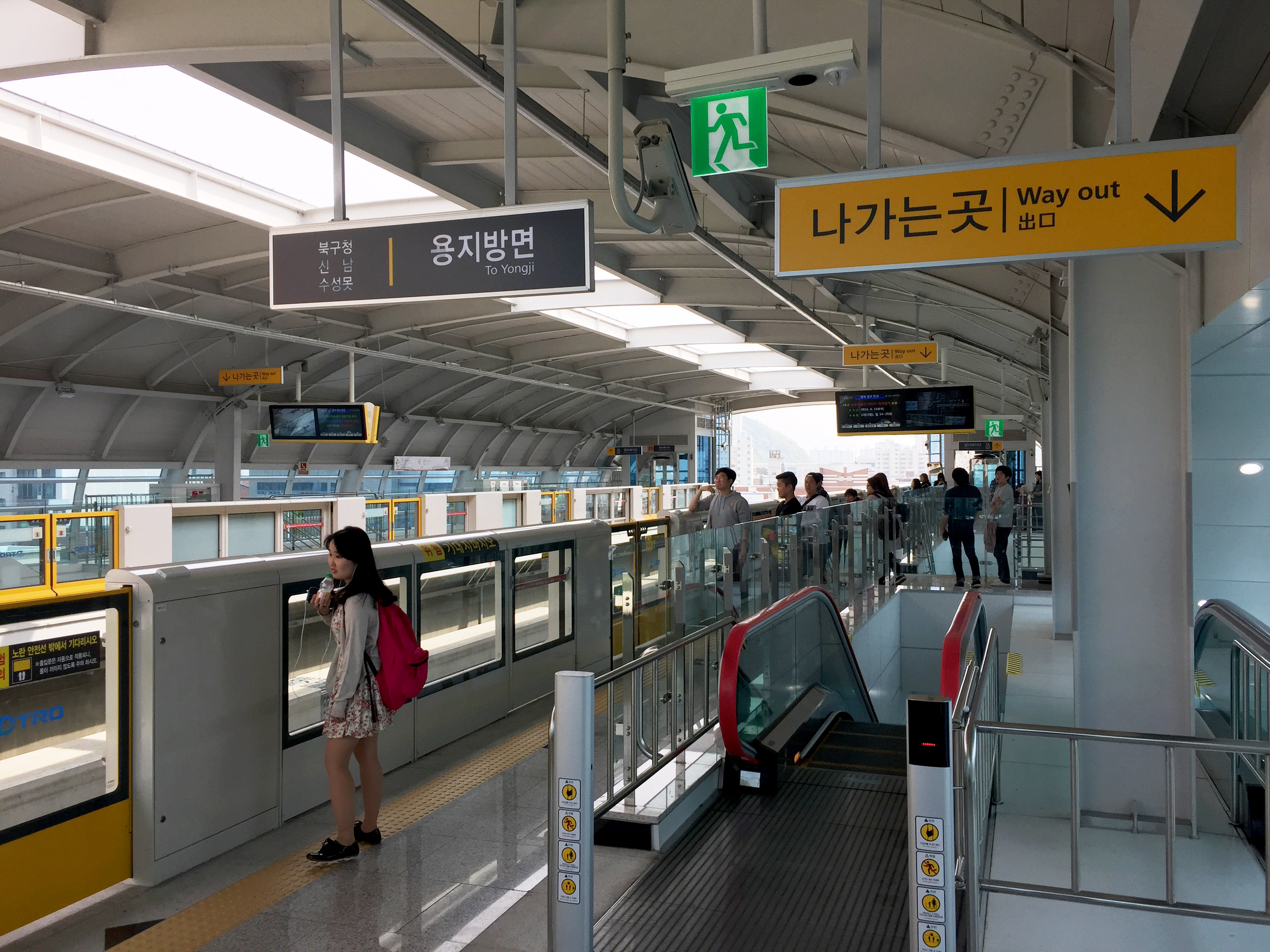
候車月台
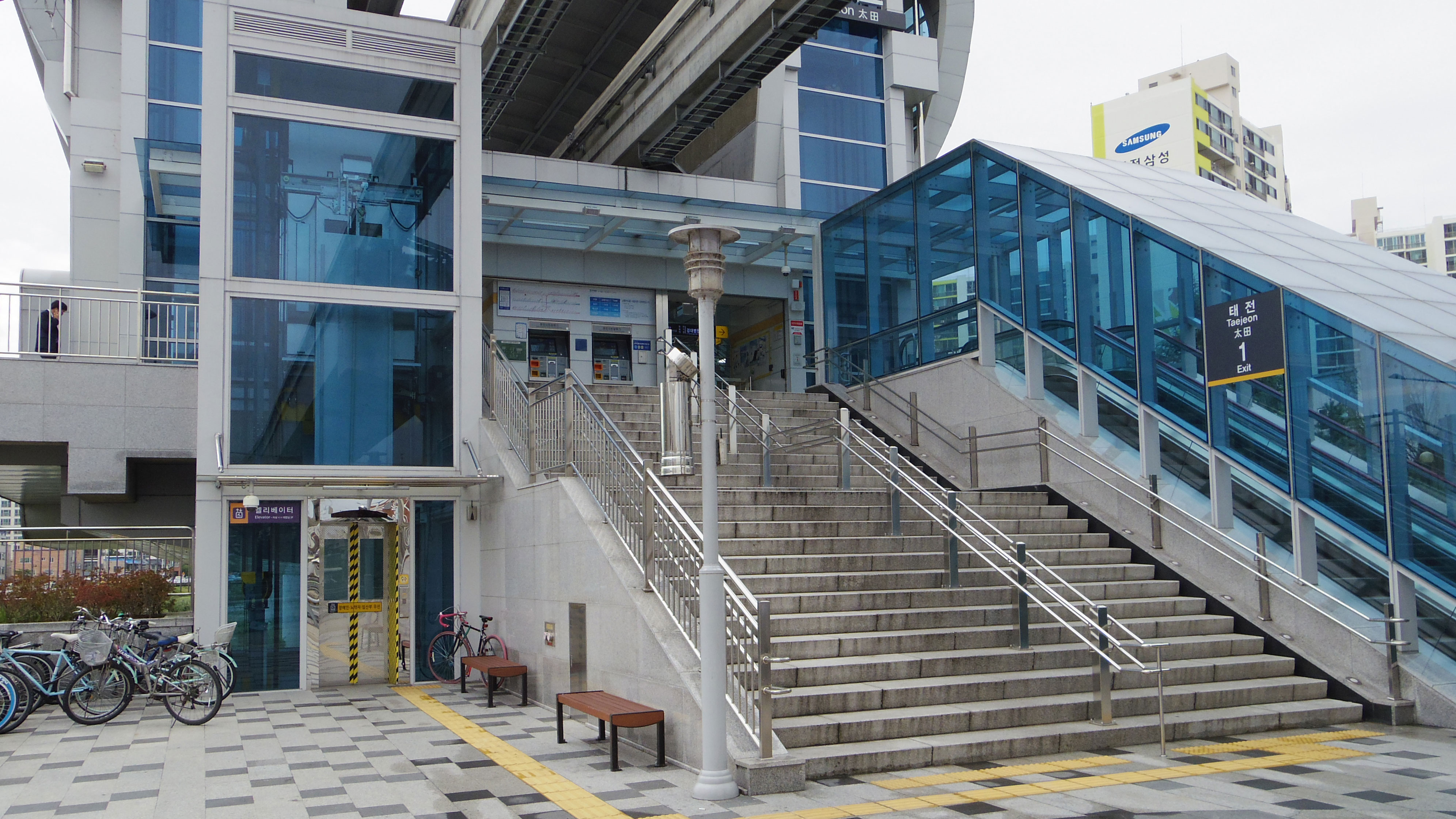
車站出口
車站建築

## 相鄰車站
大邱都市鐵道公社
●大邱都市鐵道3號線
鳩岩（317）－太田（318）－梅川（319）